# Transvestism and Transsexualism in Modern Society
Transvestism and Transsexualism in Modern Society (traducido en español como Travestismo y transexualismo en la sociedad moderna), también conocida como The First National TV.TS Conference (Primera Conferencia Nacional TV.TS), fue una conferencia celebrada en Leeds del 15 al 17 de marzo de 1974. Fue el primer evento de este tipo organizado por miembros de la comunidad transexual. Con un cometido educativo, la conferencia buscó mejorar la comprensión de los problemas que enfrentan travestis y mujeres trans.

## Antecedentes
Organizada en parte por la Sociedad Beaumont, un grupo de apoyo para mujeres travestis establecido en 1966, la conferencia proporcionó información de trabajadores sociales especializados en derechos legales y médicos, y brindó una rara oportunidad para que las personas asistentes conocieran a otros miembros de la comunidad. Las figuras clave en su presentación fueron June Willmott, representante local de la Sociedad Beaumont, y Caroline Robertson, investigadora de posgrado de la Universidad de Leeds.
Una conferencia anterior sobre identidad de género se celebró en el Hotel Piccadilly de Londres en 1969. Titulada First International Symposium on Gender Identity: Aims, Functions and Clinical Problems of a Gender Identity Unit (Primer Simposio Internacional sobre Identidad de Género: Objetivos, Funciones y Problemas Clínicos de una Unidad de Identidad de Género), esta conferencia tuvo un enfoque médico y no fue organizada por miembros de la comunidad trans. De esta manera, Leeds fue la primera conferencia sobre derechos de las personas transgénero organizada por personas trans en el Reino Unido. La conferencia de Leeds también fue precisa sobre las diferencias terminológicas entre las comunidades de travestis, transexuales y transgénero.
Si bien la mayoría de quienes asistieron fueron invitadas por carta, hubo publicidad limitada del evento, incluido un aviso en The Gryphon, el periódico estudiantil de la Universidad de Leeds.

## Objetivos
Con un cometido principalmente educativo, la conferencia reunió a miembros de la comunidad trans (predominantemente mujeres trans), así como a trabajadores sociales y algunos expertos legales y médicos. En su discurso de apertura, June Willmott afirmó que:

We hope, most fervently, that such better understanding may ultimately mean that the transvestite and the transsexual can walk freely abroad in Society, offending no-one, better understood by some, and, we hope, tolerated by all.
Esperamos, fervientemente, que esa mejor comprensión pueda significar en última instancia que el travesti y el transexual puedan caminar libremente en la sociedad, sin ofender a nadie, ser mejor comprendidos por algunos y, esperamos, tolerados por todos.
June Willmott

Una recepción nocturna fue celebrada en el Hotel Guildford en Headrow en Leeds el 15 de marzo. La velada, a la que asistieron 52 personas, según el historiador Kit Heyham, "transformó el primer piso del hotel en un espacio queer". Las presentes eran libres de utilizar abiertamente nombres, vestir ropa y utilizar los baños según su identidad de género. Durante la recepción vespertina, algunos asistentes fueron entrevistados por el Yorkshire Evening Post. Geoffrey Winter, periodista principal de este periódico, describió su reacción de la siguiente manera:

I had reacted like a man toward women – standing up at their approach and pulling up chairs for them… and then realising and
wondering why I was doing it.
Reaccioné como un hombre hacia las mujeres: me levanté cuando se acercaron y les acerqué sillas... y luego me di cuenta y preguntándome por qué lo estaba haciendo.
Geoffrey Winter

La conferencia principal se celebró el 16 de marzo en la Universidad de Leeds, seguida de una fiesta esa noche en una discoteca, y un día más informal de talleres y debates abiertos el 17 de marzo en el Politécnico de Leeds.
Con la asistencia de 102 personas, los oradores de la conferencia del 16 de marzo incluyeron: Margaret Williams de la Sociedad Beaumont con la ponencia The Psychology of Transvestism and Transsexualism (La Psicología del Transvestismo y el Transexualismo); Julia Tonner, de la rama británica de la Organización de Acción Transexual, con Fit or Misfit - The Position of the Transsexual in Modern Society (Apto o inadaptado: la posición del transexual en la sociedad moderna); Della Aleksander, que había aparecido en Open Door, un programa de la BBC; la trabajadora social Doreen Cordell; la dra. Elizabeth Ferris, investigadora de la Clínica de Identidad de Género de Charing Cross. A esto siguió la proyección del documental de 1968 The Queen, filmado en la escena drag underground de Nueva York.
Un informe sobre el evento estableció diferencias de opinión entre los asistentes, refiriéndose a que se escucharon voces tanto radicales como conservadoras.

## Legado

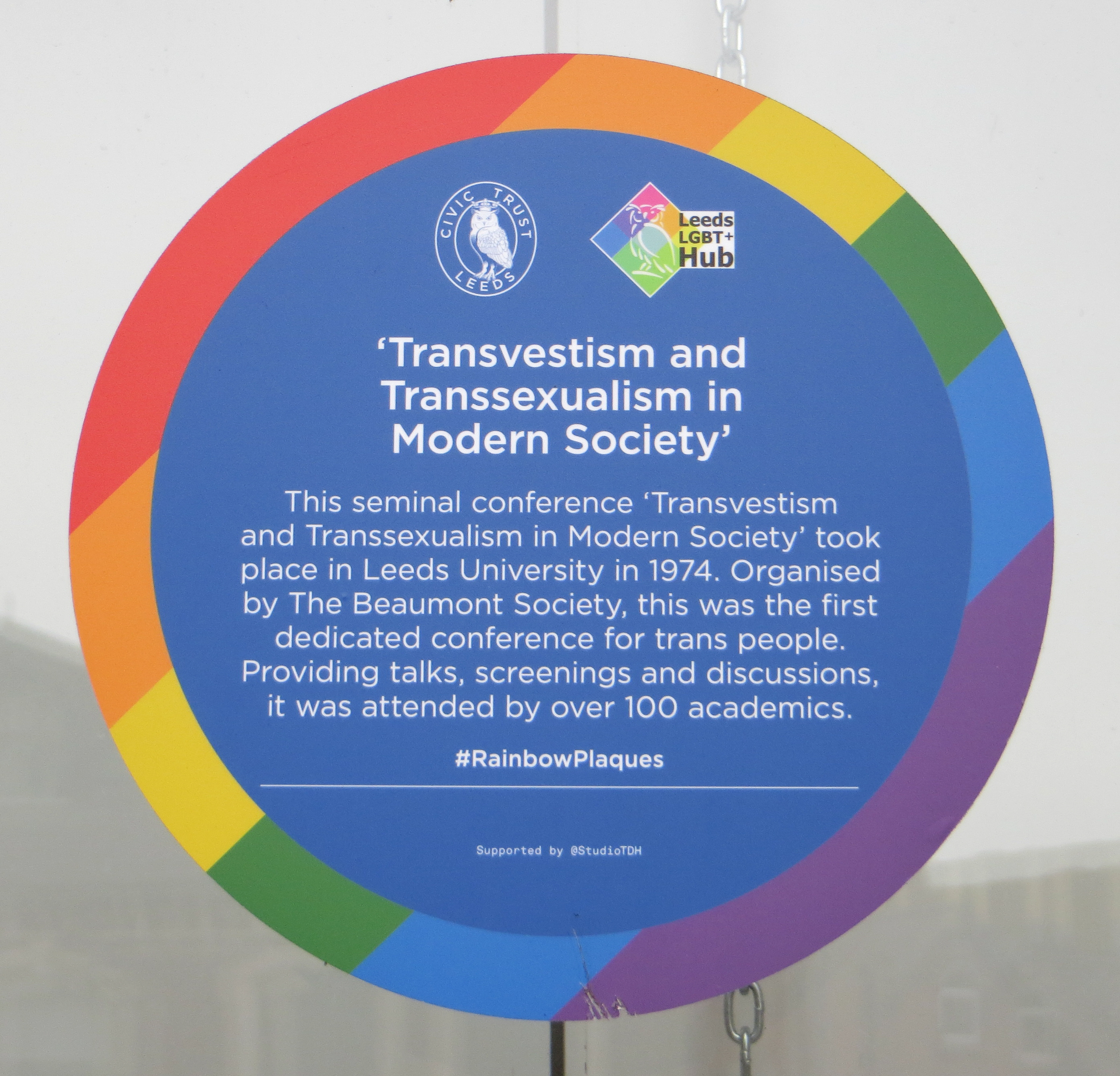
Placa Arco Iris conmemorando la Conferencia

Según los sociólogos, la conferencia incluyó lo que pudo haber sido el primer uso registrado de terminología como "trans.people" [sic] (personas trans) y "gender alignment" (alineación de género).
Mel Porter señala que a pesar de su importancia para las comunidades travestis y transexuales, la conferencia no atrajo un apoyo más amplio del movimiento gay.
En 2018, Leeds Civic Trust reconoció la importancia de la conferencia, ya que apareció en su sendero temporal 'Rainbow Plaques'.